# Zearchaea clypeata
Espèce
Zearchaea clypeata est une espèce d'araignées aranéomorphes de la famille des Mecysmaucheniidae.

## Distribution
Cette espèce est endémique  de Nouvelle-Zélande.

## Description

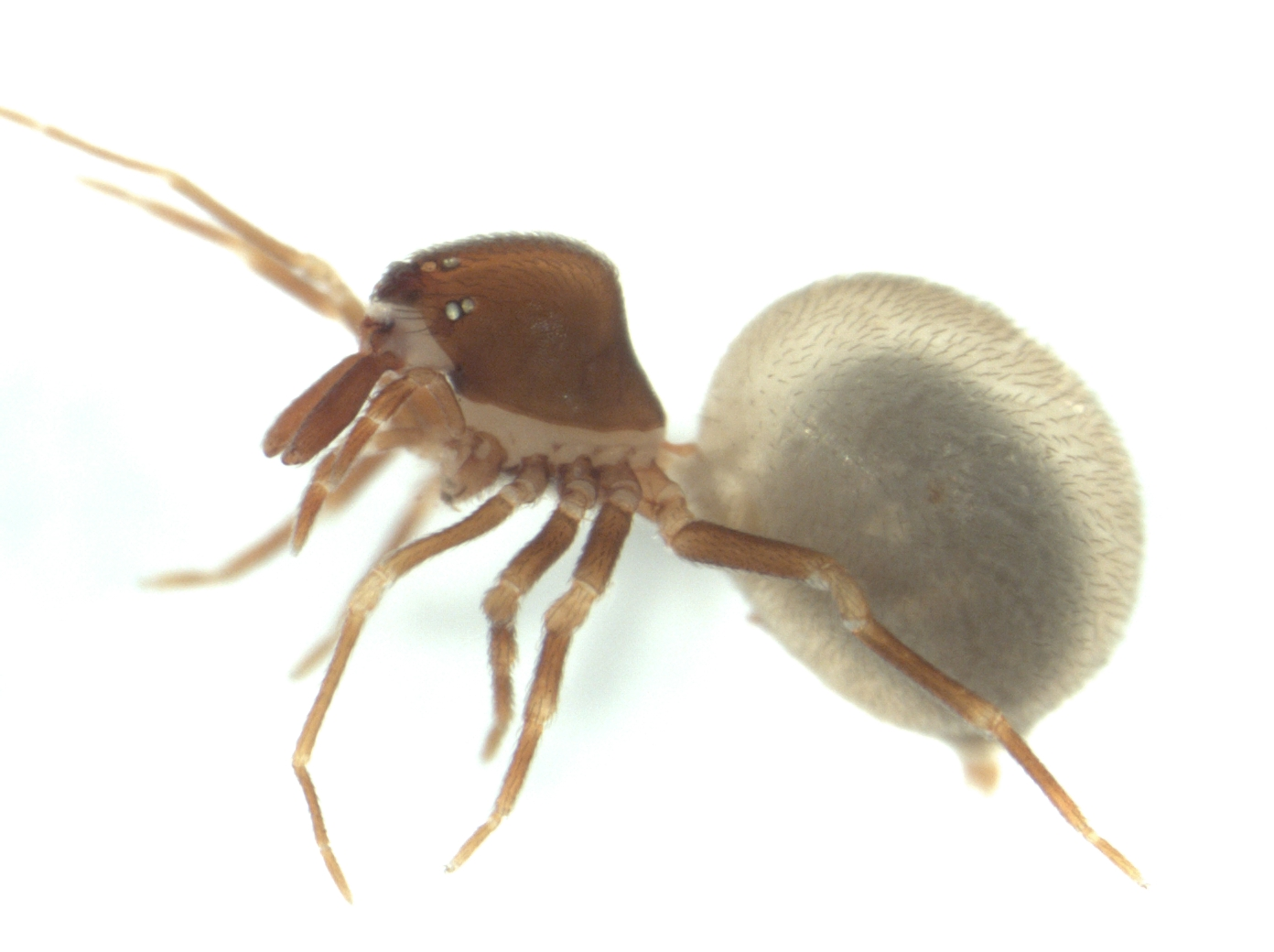
Zearchaea clypeata ♀

Zearchaea clypeata compte huit yeux.

## Publication originale
- Wilton, 1946 : A new spider of the family Archaeidae from New Zealand. Dominion Museum Records in Entomology, vol. 1, no 3, p. 19-26.